# Äset Ädylow
Äset Ädylow (ur. 27 grudnia 1985) – kazachski zapaśnik walczący w stylu klasycznym.
Zajął 16 miejsce na mistrzostwach świata w 2009. Srebrny medal na mistrzostwach Azji w 2007 i brązowy w 2012. Trzeci na uniwersyteckich mistrzostwach świata w 2006 roku.